# 渡辺かおる
渡辺 かおる（わたなべ かおる、1969年7月16日 - ）は、日本の女性歌手。本名は渡辺 香で、血液型はO型。

## 来歴
TBS緑山塾にて歌・芝居・ダンスなどレッスンを受け、塾生時代からTBSドラマに出演していた。
TBS緑山塾を卒業後、ボーカルレッスンを続けながらライブハウス『アムトラック』にて本格的に歌手活動を始め、1998年4月、恋愛シミュレーションゲーム『センチメンタルグラフティ』のアニメ版である『センチメンタルジャーニー』の制作に伴い、OPテーマ『天使にあいたくて』と、EDテーマ『Keep On Smile』の主題歌歌手に抜擢され、メジャー・デビュー。歌手デビューした作品が、発売日前までは一世を風靡していたセンチメンタルグラフティ関係であり、SGガールズのメンバーとも年代が一緒だったことも手伝って、センチメンタルジャーニーが放送されていた当時は一部のセンチファンから「13人目のSGガールズ」として扱われていた。
1999年、レナウンキャンペーンガールとして、キャンペーンソングで全国キャンペーンを展開する。『レナウンフェアー』のテーマソング『YEYE レナウンワンサカ娘』を担当。以降、ソロ活動と平行して、モーターショー・ゲームショーなどのナレーターやイベントMCなども多くこなしている。

## 人物
- 趣味：長風呂（岩盤浴）・ゴルフ・マラソン・ギターなど。
- 特技：料理など。
- 好きな歌手：キャロル・キング・エディ・リーダーなど。